# بيورن آجي إيبسن
بيورن آجي إيبسن (بالدنماركية: Bjørn Ibsen)‏ هو طبيب دنماركي، ولد في 30 أغسطس 1915 في كوبنهاغن في الدنمارك، وتوفي بنفس المكان في 7 أغسطس 2007.